# PCMan File Manager
PCMan File Manager (PCManFM) は、台湾出身の洪任諭 (Hong Jen Yee) が開発した、GNOMEのファイル、Dolphin、Thunarを置き換えることを意図したファイルマネージャアプリケーションである。PCManFMはLXDEの標準ファイルマネージャであり、LXDEもまたPCManFMと同じ著者により他の開発者と共に開発されている。2010年から、PCManFMは一から完全に書き直された。ビルド命令、セットアップ、設定はその過程で変更された。
PCManFMはGNU General Public Licenseに基づきリリースされる自由ソフトウェアであり、相互運用性のためにFreedesktop.orgが与える仕様に従っている。
洪任諭はGTK3に不満だったため、2013年初期にQtを用いて試験的に実装し2013年3月16日にQtベースのPCManFMの最初のバージョンをリリースした。ただし彼は「Gtk+とQtバージョンは共存する」と語り、Qtによる実装はLXDEのGTKからの離脱を意味するものではないと明言した。

## 機能
PCManFMの機能を以下に示す:
- リモートファイルシステムへのシームレスなアクセスによるフルGVfsサポート（関連したGVfsのバックエンドがインストールされている場合、sftp://・dav://・smb://などを処理可能）
- ピクチャのサムネイル
- デスクトップ管理 - 壁紙やデスクトップアイコン
- ブックマーク
- 多言語対応
- （Firefoxのような）タブブラウジング
- ボリューム管理（mount/unmount/eject、要GVfs）
- ドラッグアンドドロップのサポート
- ファイルのタブ間ドラッグ
- ファイル関連付け（デフォルトアプリケーション）
- 以下のビューを提供 : アイコン、コンパクト、詳細リスト、サムネイル、左のサイドバー上のツリー
- ツインパネル